# Subestación de Hidroeléctrica de Alcoy
La Subestación de Hidroeléctrica de Alcoy está situada en la calle Colón número 1 de la ciudad de Alcoy (Alicante), Comunidad Valenciana. Es un edificio privado de estilo modernista valenciano construido en el año 1910. Fue proyectado por los arquitectos Alfonso Dubé y Timoteo Briet Montaud.

## Edificio
El edificio, de estilo modernista, es obra del arquitecto Alfonso Dubé y Díez realizada en 1910, cuya obra más conocida es el mercado de San Miguel en Madrid. La fachada principal está diseñada por el arquitecto contestano Timoteo Briet Montaud, que realizará un gran trabajo de supervisión de todos los detalles arquitectónicos durante su diseño así como durante toda la ejecución de las obras. 
Fue edificado, aprovechando el curso del río Serpis a instancias de la compañía eléctrica Hidrola, que posteriormente pasaría a llamarse Hidroeléctrica Española e Iberdrola, sucesivamente.
En la fachada principal se puede observar su delicada simetría. La verja del conjunto, de la cual aún se conservan varios tramos, fue ideada también por Timoteo Briet Montaud. En el edificio se conservan las típicas características de la tendencia estilística modernista vienesa Sezession en sus formas geométricas y colgantes, que fueron un símbolo distintivo en las obras de Timoteo Briet.
Durante la guerra civil española el edificio fue bombardeado por la aviación italiana, afectandole tanto al edificio como a la Iglesia de San Roque y San Sebastián, muy próxima a la subestación.
El edificio está catalogado como patrimonio artístico y forma parte de la Ruta Europea del Modernismo. Fue rehabilitado íntegramente con el fin de albergar un establecimiento hotelero que en la actualidad opera bajo el nombre de Sercotel Ciutat d'Alcoy.